# Chriolepis dialepta
Chriolepis dialepta är en fiskart som beskrevs av William A. Bussing, 1990. Chriolepis dialepta ingår i släktet Chriolepis och familjen smörbultsfiskar. IUCN kategoriserar arten globalt som sårbar. Inga underarter finns listade i Catalogue of Life.